# La Guerche-de-Bretagne
La Guerche-de-Bretagne ist eine französische Gemeinde mit 4450 Einwohnern (Stand 1. Januar 2022) im Département Ille-et-Vilaine in der Region Bretagne; sie gehört zum Arrondissement Fougères-Vitré und ist Hauptort des Kantons La Guerche-de-Bretagne.

## Geschichte
La Guerche-de-Bretagne lag im frühen Mittelalter an der Grenze zwischen der Bretagne und der Bretonischen Mark. Der „Forêt de La Guerche“ ist ein Rest des Grenzwalds, der die Bretagne von Bas-Maine trennte. Etymologisch bedeutet „Guerche“ ein befestigtes Bauwerk aus Erde, derartige Befestigungen stammen zumeist aus dem 7. bis 9. Jahrhundert. Von der namengebenden „Guerche“ ist nichts mehr erhalten. Der Historiker N.-Y. Tonnerre vermutet, dass die Befestigungen in La Guerche-de-Bretagne keine Schutzmaßnahme vor den Franzosen oder dem Anjou war, sondern vor den Normannen.
1890 wurde der Ortsname La Guerche in La Guerche-de-Bretagne geändert.

### Bevölkerungsentwicklung
| Jahr                       | 1962 | 1968 | 1975 | 1982 | 1990 | 1999 | 2007 | 2016 |
| Einwohner                  | 3101 | 3422 | 3742 | 4055 | 4123 | 4095 | 4163 | 4262 |
| Quellen: Cassini und INSEE |      |      |      |      |      |      |      |      |

## Partnergemeinden
La Guerche-de-Bretagne befindet sich seit 1983 in einer Partnerschaft mit der niedersächsischen Samtgemeinde Brome.

## Sehenswürdigkeiten
- Katholische Pfarrkirche, ehemalige Stiftskirche Notre-Dame-de-l’Assomption (Mariä Himmelfahrt), ehemalige Burgkapelle der Herren von  La Guerche (Monument historique)

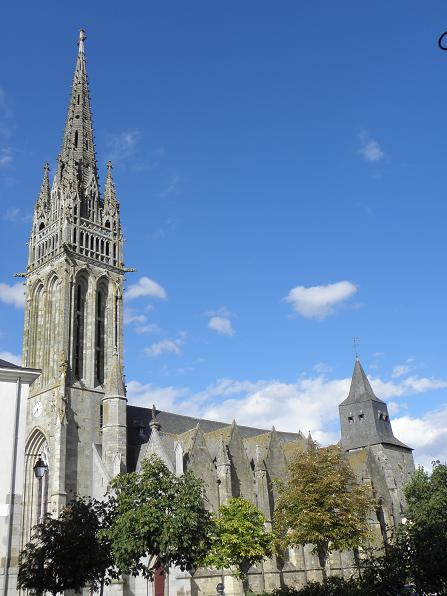
Basilika Mariä Himmelfahrt

## Persönlichkeiten
- Augustin Basle, Bischof von Mysore (Indien) 1910–1915, geboren 1851 in La Guerchge
- Alain Passard (* 1956), Koch